# Macedonia (Illinois)
Macedonia es una villa ubicada en el condado de Hamilton en el estado estadounidense de Illinois. En el Censo de 2010 tenía una población de 63 habitantes y una densidad poblacional de 89,76 personas por km².

## Geografía
Macedonia se encuentra ubicada en las coordenadas 38°3′15″N 88°42′12″O / 38.05417, -88.70333. Según la Oficina del Censo de los Estados Unidos, Macedonia tiene una superficie total de 0.7 km², de la cual 0.69 km² corresponden a tierra firme y (1.85%) 0.01 km² es agua.

## Demografía
Según el censo de 2010, había 63 personas residiendo en Macedonia. La densidad de población era de 89,76 hab./km². De los 63 habitantes, Macedonia estaba compuesto por el 100% blancos, el 0% eran afroamericanos, el 0% eran amerindios, el 0% eran asiáticos, el 0% eran isleños del Pacífico, el 0% eran de otras razas y el 0% pertenecían a dos o más razas. Del total de la población el 0% eran hispanos o latinos de cualquier raza.